# Торрес Нило, Хорхе
Хо́рхе Эммануэ́ль То́ррес Ни́ло (исп. Jorge Emmanuel Torres Nilo; 16 января 1988, Тихуана) — мексиканский футболист, игравший на позиции левого защитника. Выступал за сборную Мексики.

## Карьера

### Клубная
Воспитанник клуба «Атлас», взрослую карьеру начинал в составе второй команды своего клуба — «Академикос», игравшей во втором дивизионе. 25 февраля 2006 года, в 18-летнем возрасте дебютировал в главной команде «Атласа» в матче против «Текос» (4-0), выйдя на замену на 85-й минуте вместо Рафаэля Гарсия Торреса. В 2008 году вместе со своим клубом участвовал в Кубке Либертадорес и забил гол в четвертьфинале в ворота «Бока Хуниорс». Всего в «Атласе» Торрес провёл 4 года, сыграл в чемпионате Мексики 87 матчей и забил 4 мяча.
25 мая 2010 года перешёл в «УАНЛ Тигрес», дебютировал в команде в пятом туре нового сезона, 21 августа 2010 года в игре против «Сантос Лагуна». По итогам сезона Апертура-2011 Торрес Нило был назван лучшим защитником чемпионата, в том же сезоне стал чемпионом Мексики. Игрок неоднократно привлекал внимание европейских клубов, таких как «ЦСКА» и «Марсель».

### Международная
Представлял на международной арене сборные Мексики разных возрастов. В 2005 году участвовал в чемпионате Северной Америки среди юношей, сыграл в двух матчах из трёх, проведённых командой — против Канады и Гаити. На проходивший в том же году мировой чемпионат среди 17-летних Торрес не вошёл в команду, а сборная Мексики стала победителем турнира.
В 2007 году в составе олимпийской сборной Мексики участвовал в Панамериканских играх и стал бронзовым призёром.
С 2008 года вызывается в основную команду, дебютный матч сыграл 24 сентября 2008 года против Чили. В 2010 году был включен в заявку на чемпионат мира, но на турнире остался запасным. 28 мая 2011 года в игре с Эквадором забил свой первый гол за сборную. Неоднократно представлял сборную Мексики на крупных турнирах, таких как Кубок КОНКАКАФ, Кубок Америки и Кубок Конфедераций.

### Голы Торреса Нило за сборную Мексики
| #   | Дата        | Место                  | Противник | Счёт | Результат | Соревнование      |
| --- | ----------- | ---------------------- | --------- | ---- | --------- | ----------------- |
| 01. | 28 мая 2011 | Квест Филд, Сиэтл, США | Эквадор   | 1:0  | 1:1       | Товарищеский матч |

## Достижения
Командные
 УАНЛ Тигрес
- Чемпионат Мексики по футболу (2) — Апертура 2011, Апертура 2015

Международные
 Мексика
- Золотой кубок КОНКАКАФ 2011